# Newtral
Newtral es un medio de comunicación español constituido como empresa dedicada a la comprobación de hechos (fact checking) y producción de programas de televisión. Su finalidad como verificadora es informar a los ciudadanos y verificar bulos que circulan por las redes sociales, especialmente en Twitter, TikTok, Instagram y Facebook y plataformas como YouTube. Es miembro de la International Fact-Checking Network. Como productora es partícipe de la producción de varios programas de La Sexta, así como productora de Nevenka (Netflix) y Un Sueño Real (HBO).

## Verificadora
Newtral trabaja verificando informaciones que circulan en internet, sobre todo en redes sociales, como Facebook, TikTok, Twitter, WhatsApp, Instagram, y YouTube. Contacta información de sucesos cotidianos: en definitiva; «desmentir bulos y noticias falsas». Entre los analizados, se encuentran los partidos políticos de su país como el Partido Popular.
En junio de 2017, el equipo de El Objetivo fundador de Newtral, se convirtió en firmante del código de la International Fact-Checking Network (Red Internacional de Verificación de Hechos, en español), siendo así el primer verificador IFCN de España.
Actualmente trabaja en Facebook y TikTok comprobando publicaciones y con Google tiene un proyecto para la vacunación de la COVID-19 en España.

### Newtral Educación
Newtral tiene una sección de educación, encargada de dar conferencias, charlas y congresos en colegio, institutos y universidades, en los que ayudan y enseñan el trabajo de verificación de hechos.
El proyecto se inició en mayo de 2019 y en diciembre de 2020 lanzaron el primer Máster en Verificación Digital, Fact-Checking y Periodismo de Datos.

## Productora
El nombre completo es Newtral Media Audiovisual, es decir, es una productora. Actualmente produce los programas El Objetivo (La Sexta), ¿Dónde Estabas Entonces? (La Sexta) y Generación TOP (La Sexta). También produjo los documentales Nevenka para Netflix y Un Sueño Real para HBO.